# Luigi Falco (politico 1951)
Luigi Falco (Dragoni, 21 marzo 1951 – Piedimonte Matese, 3 febbraio 2013) è stato un politico italiano.

## Biografia
Di professione medico pediatra, è stato direttore dell'unità di neonatologia dell'Azienda ospedaliera Sant'Anna e San Sebastiano di Caserta. Fu eletto sindaco di Caserta alle amministrative del 1997 in quota Forza Italia a guida di una coalizione di centro-destra. Rieletto per un secondo mandato alle elezioni del 2002, decadde dalla carica di sindaco nel dicembre 2005 a seguito di una mozione di sfiducia.
Nel 2011 fu nuovamente candidato sindaco per l'UDEUR e Futuro e Libertà, perdendo contro lo sfidante Pio Del Gaudio, ma riuscendo comunque a essere eletto consigliere comunale.
Morì il 3 febbraio 2013 all'ospedale di Piedimonte Matese, dove era stato ricoverato in seguito a un edema polmonare.

## Un ospedale nella foresta
Il Dr. Luigi Falco ha sostenuto il progetto riguardo la realizzazione del Padiglione Pediatrico denominato Padiglione Caserta edificato a completamento della costruzione di un Ospedale nella foresta di Matiri, Provincia di Tharaka, in Kenia, iniziata nel 2001 e terminata nel 2003, un progetto nato su iniziativa di padre Livio Tessari dei Padri della Consolata da lui tanto desiderato, condivisa da subito dal Prof. Carlo Molino Chirurgo Oncologo, Direttore del reparto di Chirurgia Generale 1 della Unità Operativa di Chirurgia Complessa dei tumori del Pancreas presso la Divisione di Chirurgia Oncologica della A.O.R.N Antonio Cardarelli di Napoli. dal Dr. Bruno Santoro e dal Dr. Giorgio Giaccaglia, supportato da numerose associazioni e con il contributo del Comune di Caserta, Comune di Capua, Comune di Ferrara, coadiuvato da altrettanti medici, assistenti, infermieri, tecnici, operatori del settore, maestranze e la solidarietà di privati cittadini.
Il progetto è narrato attraverso la pubblicazione a scopo benefico dell’opera editoriale Tharaka - un ospedale nella foresta di Carlo Molino di cui Luigi Falco ha firmato la prefazione. un libro-diario in tema di cooperazione internazionale e solidarietà in aiuto per le popolazioni più povere e sofferenti del continente Africano.

## Pubblicazioni
- Carlo Molino, Bruno Santoro, Giorgio Giaccaglia, Tharaka - un ospedale nella foresta, prefazione di Luigi Falco, prima edizione italiana, Napoli, Giuseppe De Nicola Editore, 2005.